# Tetra kosočtverečná
Tetra kosočtverečná (Hyphessobrycon anisitsi) je sladkovodní rybka, tvarem podobná tetře měděné (Hasemania nana).

## Popis
Tělo této ryby je poměrně protáhlé, mírně ze stran zploštělé. Zbarvení je třpytivé stříbřitě lesklé, hřbet olivově nahnědlý. Za skřelemi je poněkud málo zřetelná tmavší příčná směrem k břichu se zužující skvrna. Od středu těla se táhne po celé délce trupu modro šedočerný proužek, který se při dopadu světla stříbřitě leskne. Směrem k ocasu pruh tmavne a přechází až do černé a končí na kořeni ocasní ploutvičky v černé kosočtverečné žlutě lemované skvrně. Ploutve této tretry jsou u kořene oranžově červené, zejména řitní a ocasní. Hřbetní vč. tukové ploutvičky a břišní a prsní jsou poněkud světlejší. Okraje všech pak většinou čiré, hřbetní a řitní ploutve jsou bíle zakončené. Horní čtvrtina oční duhovky je červeně zářivá, zbytek pak olivově třpytivý. Tlamka je jemně ozubená. Dospělí jedinci dosahují délky až 80 mm.
- Samička je mohutnější, větší plnější a má ploutve jen narůžovělé, častěji však bezbarvé
- Sameček je štíhlejší, má tělo protáhlejší. Samečci jsou výrazněji zbarveni a svislé ploutve mají červené

## Rozšíření
Pochází z Jižní Ameriky a přirozenými lokalitami výskytu jsou povodí řek La Plata (odtud české synonymum – t. laplatská) v okolí Buenos Aires (Argentina) a řeky Uruguay na území Uruguaye a dále povodí řeky Paraná na území Paraguaye a Brazílie

## Chov
- Kyselost: doporučená pH 5,5–7,5
- Tvrdost: doporučená 2–25° dGH
- Teplota: doporučená 18–22 °C

Pro chov je vhodná střední až velká nádrž minimálně by měla mít objem 60 litrů a být s dostatkem i plovoucích rostlin. Voda normální – je nenáročná na vodu, nutno však akvárium udržovat v čistotě.
Jedná se o rybku vhodnou do společenských nádrží. Nemá ráda příliš teplou vodu, takže u chovných párů je optimální teplota vody max. do 22 °C. Je to rybka velmi čilá, neustále v pohybu a oživuje nádrž. Jsou to rybky skupinové, neztratí se ani v menším množství. Při chovu v menších počtech se však vůči ostatním rybkám může projevovat částečné agresivní chování, občas je může prohánět a okusovat jim ploutvičky. Rybky je proto lépe chovat v početnějším hejnu. Určitým rizikem u této rybky je, že při nedostatku potravy začne okusovat měkké části akvarijních rostlin a to až ke kořenům. Rybce nevadí pozvolné poklesy teploty vody, dobře snáší i teploty pod 20 °C. Pohybuje se v celé šíři středního pásma nádrže. Její barvy nejvíce vyniknou v akváriích s tmavým pozadím a nad tmavým dnem.
Jako většina tetrovitých je všežravec – potravou jsou nitěnky, roupice, pakomáří larvy a tzv. patentky, (perloočky, dafnie, buchanky), a to živé nebo i mražené, apod. a suché vločkové krmivo. Krmit je lépe méně, ale častěji, potrava by měla být pestrá. Má hodně ráda jemnolisté rostliny. Rostlinná složka v potravě je velice důležitá. Pravidelnou součástí by tedy mělo být i rostlinné krmivo, jako např. špenát (protlak), sekaný hlávkový salát, apod.

## Rozmnožování
Pro odchov volíme menší střední velikosti. Voda normální, odstátá, s teplotou cca 24 °C s jemnolistými rostlinami. Teplotu oproti chovné nádrži zvedneme o 2–3 °C. Vybraný pár tím iniciujeme. Ryby se vytírají v menších hejnech netvoři pouze páry, na jednu samičku nasazujeme min. dva samečky. Rybky jsou velmi plodné a výtěry dosahují až počtu 1000 jiker. Rybky se vytírají i do jemnolistých rostlin, na dno vytíračky se doporučuje vytírací rošt nebo např. velkooká síťka natažená na nosnou konstrukci, apod. Žádné místo by nemělo zůstat volné, neboť rybky ihned požírají svoje jikry, proto je neprodleně po vytření odlovíme.
Potěr se líhne za dva dny. Poté leží na dně nebo listech rostlin a do 3–5 dnů tráví vaječný žloutek. Za dalších 6–7 dní se rozplave a začíná přijímat jemnou živou potravu (krmí se mikrami a jednobuněčnými živočichy, např. trepkami) – plave již horizontálně. Velikost krmiva u rozplaveného potěru nám určuje velikost očí. Pokud by byl krmen po dobu několika prvních měsíců pouze nálevníky, uhyne hlady. Trepkou nebo viřníky se krmí první týdny dle druhu. Poté žábronožkou a planktonem. Při krmení umělým krmivem jsou vždy ztráty úhynem větší a potěr roste nestejnoměrně.
Potěr je v prvních týdnech poněkud choulostivý na přelovování, proto se doporučuje častá, ale jen částečná výměna vody. Podmínkou úspěšného odchovu u veškerého potěru je úzkostlivá čistota a časté odkalování vody po každém krmení. K doplňování vody je lépe použít vodu z chovného akvária, nebo starou odstátou a převařenou, nikdy ne čerstvou vodovodní. Pokud je potěru hodně je vhodné ho po několika týdnech přelít do větší nádrže, případně použít dvě nebo i více odchovných nádrží, kde se udrží snadněji čistota vody.